# Ptinus pusillus
Ptinus pusillus é uma espécie de insetos coleópteros polífagos pertencente à família Anobiidae.
A autoridade científica da espécie é Sturm, tendo sido descrita no ano de 1837.
Trata-se de uma espécie presente no território português.